# La Gomera (Guatemala)
La Gomera è un comune del Guatemala facente parte del dipartimento di Escuintla.